# 釜山都市鉄道
釜山都市鉄道（プサンとしてつどう、부산 도시철도、Busan Metro）は大韓民国釜山広域市と周辺部の慶尚南道金海市、梁山市、蔚山広域市で建設、運営されている都市鉄道・地下鉄の路線網。ソウル特別市周辺の首都圏電鉄に相当するが、概念やシステムは完全には一致しない。釜山交通公社(Humetro)による地下鉄・新交通システム路線のほかに釜山-金海軽電鉄(BGL)や、法的には広域鉄道の適用外だが既存都市鉄道との共通運賃を採用している韓国鉄道公社(KORAIL)による広域電鉄区間も総称している（東海線広域電鉄も参照）。

## 首都圏電鉄との相違
| 項目           | 首都圏電鉄                     | 釜山都市鉄道                                |
| -------------- | ------------------------------ | ------------------------------------------- |
| 相互直通運転   | あり                           | なし                                        |
| 共通運賃       | 統合通し運賃と一部路線加算運賃 | 乗継料金                                    |
| 普通乗車券     | ICカード                       | QRコード（Humetro） トークン（BGL、KORAIL） |
| 交通カード     | 使用可                         | 使用可                                      |
| 交通カード割引 | 可                             | 可                                          |
| 大広法の適用   | あり                           | 東海電鉄線では適用外                        |

## 沿革
詳細は以下の事業者、路線記事を参照のこと。
1985年に1号線が開通して以降釜山市内で拡張を続け、2008年には2号線が市外の慶尚南道梁山市まで延伸された。2011年までは釜山交通公社の路線のみだったが、その後釜山-金海軽電鉄や韓国鉄道公社の路線も開業し、複数の事業者で構成されるようになった。2021年には東海線の複線電鉄化の進捗に伴い蔚山広域市にもネットワークが拡大した。

## 路線一覧

### 運営中
| 色 | 路線名称        | 路線名称        | 区間                      | キロ程 | 開通年 | 事業者          |
| -- | --------------- | --------------- | ------------------------- | ------ | ------ | --------------- |
|    | 1号線           | 1号線           | 多大浦海水浴場駅 - 老圃駅 | 40.5km | 1985年 | 釜山交通公社    |
|    | 2号線           | 2号線           | 萇山駅 - 梁山駅           | 45.2km | 1999年 | 釜山交通公社    |
|    | 3号線           | 3号線           | 水営駅 - 大渚駅           | 18.1km | 2005年 | 釜山交通公社    |
|    | 4号線           | 4号線           | 美南駅 - 安平駅           | 12.7km | 2011年 | 釜山交通公社    |
|    | 釜山-金海軽電鉄 | 釜山-金海軽電鉄 | 沙上駅 - 加耶大駅         | 23.4km | 2011年 | 釜山-金海軽電鉄 |
|    | 広域電鉄        | 東海線          | 釜田駅 - 太和江駅         | 65.7km | 2016年 | 韓国鉄道公社    |

### 建設中
| 色 | 路線名称                          | 路線名称                          | 区間                  | キロ程 | 事業者       |
| -- | --------------------------------- | --------------------------------- | --------------------- | ------ | ------------ |
|    | 沙上下端線（仮称・2016年6月起工） | 沙上下端線（仮称・2016年6月起工） | 沙上駅 - 下端駅       | 6.9km  | 釜山交通公社 |
|    | 梁山線（仮称・2018年3月起工）     | 梁山線（仮称・2018年3月起工）     | 老圃駅 - 梁山市北亭洞 | 11.4km | 釜山交通公社 |

## 車両
他社直通運転を行っていないため、18メートル3ドアの1号線1000系、18メートル4ドアの2号線2000系と3号線3000系、10メートル2ドアの4号線4000系（ゴムタイヤ式新交通システム）、13メートル2ドアの1000系（鉄輪式軽電鉄）、東海線381000系は首都圏用のものとほぼ共通の20メートル4ドア車と、ロングシートであること以外は首都圏電鉄ほどの共通性はない。

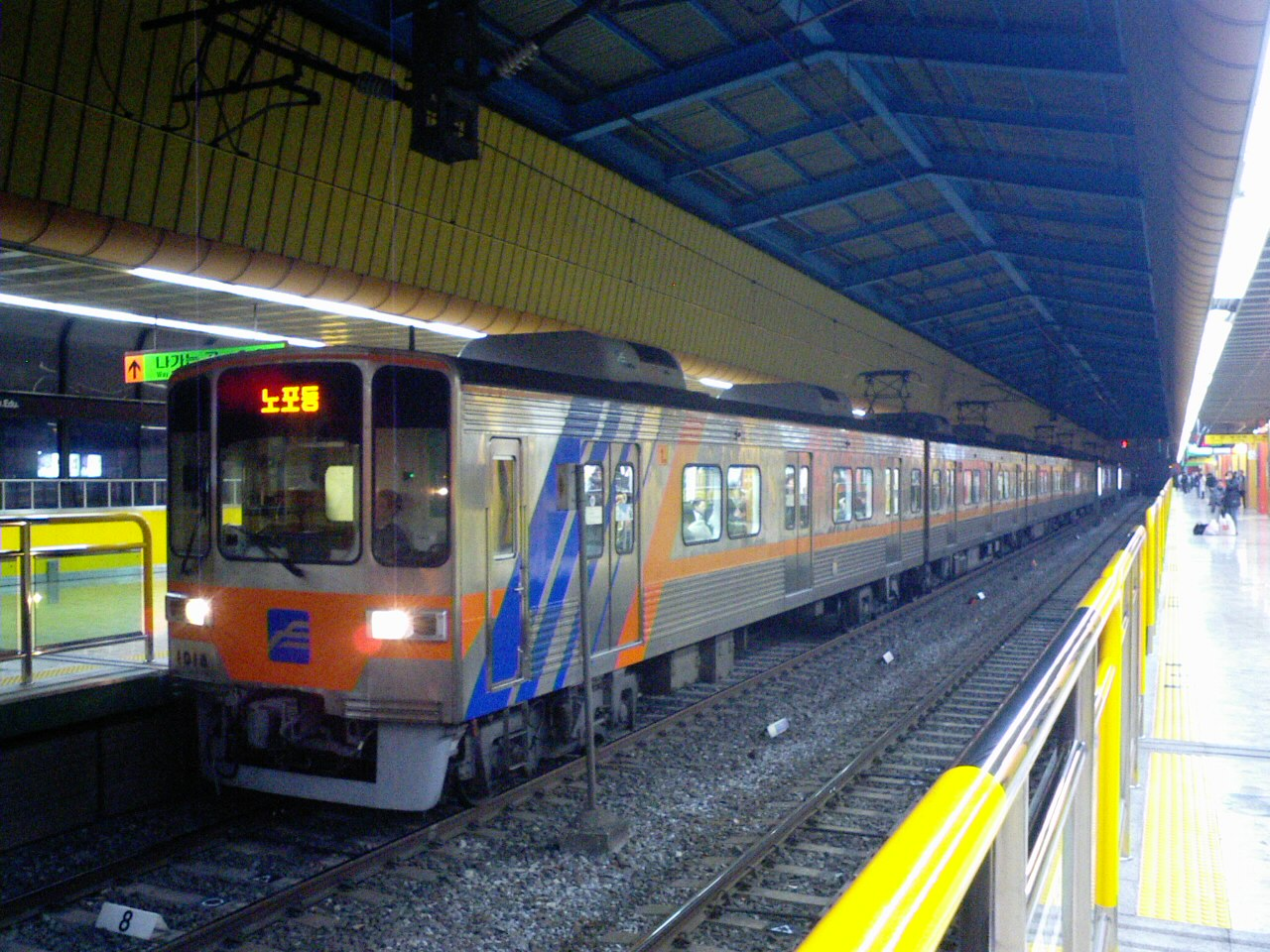
1号線1000系（初代）
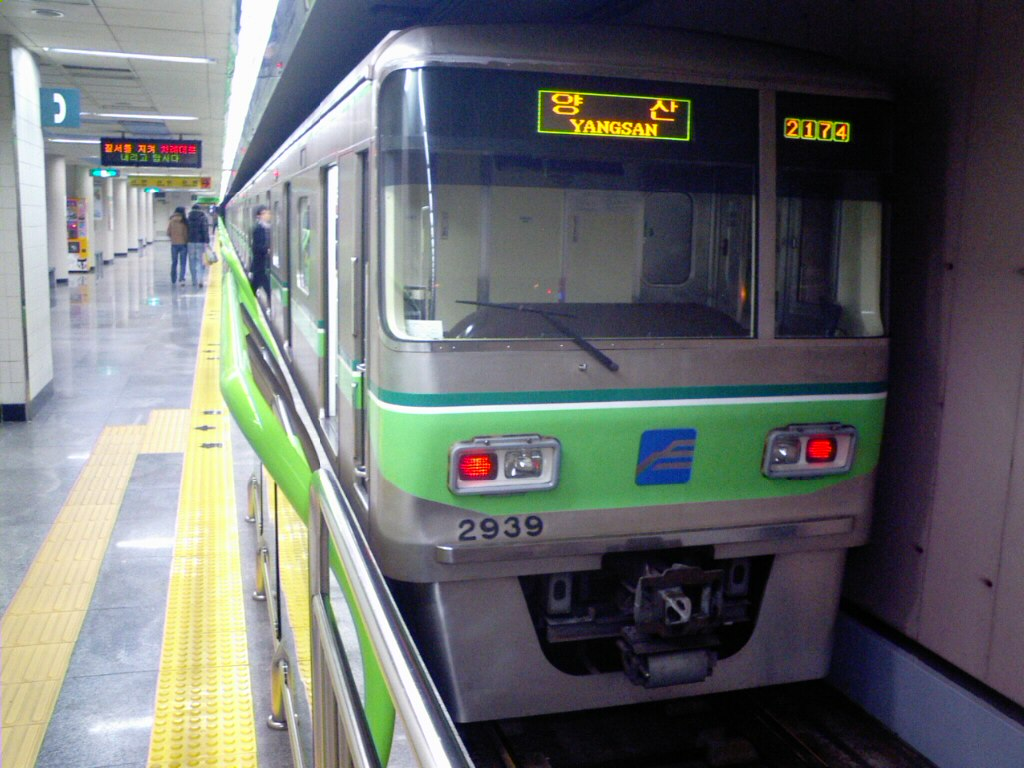
2号線2000系
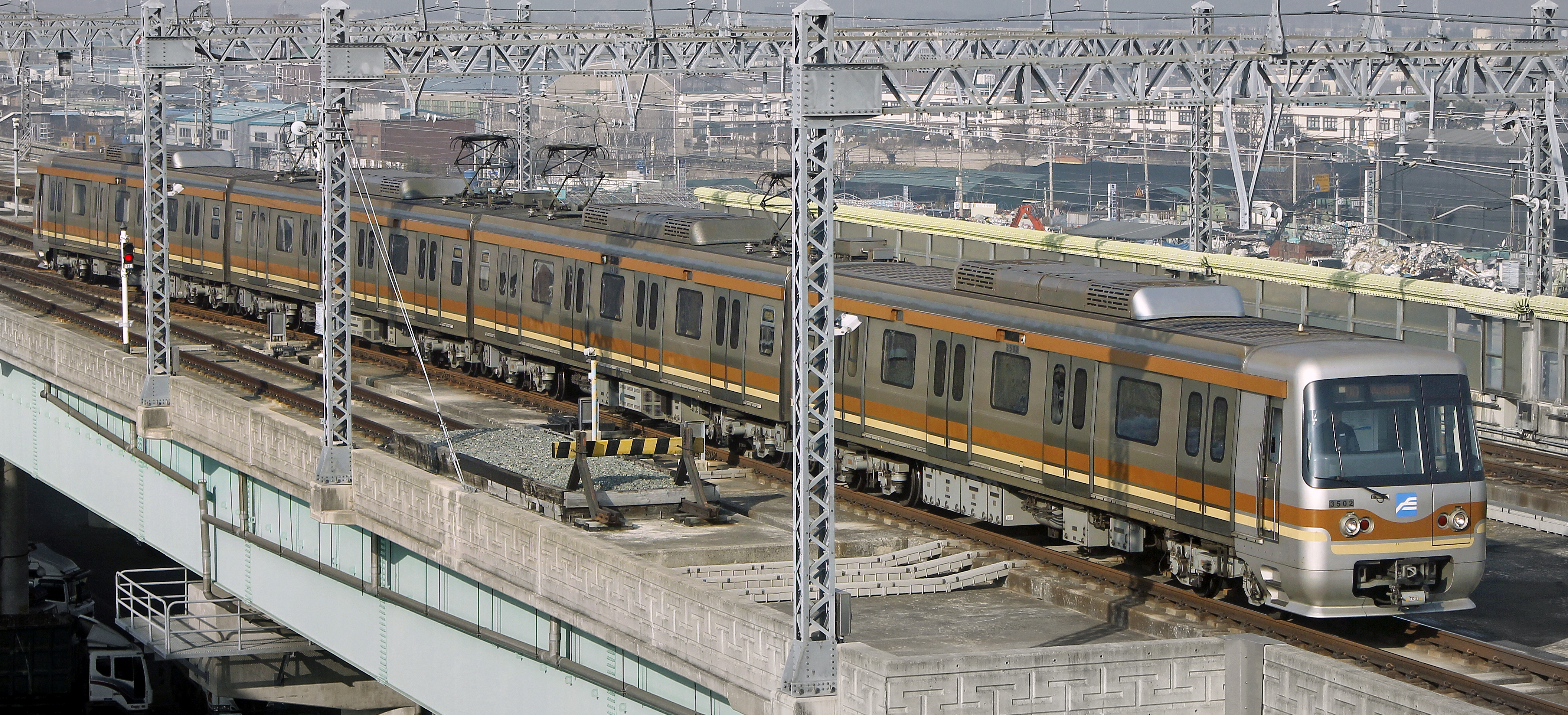
3号線3000系
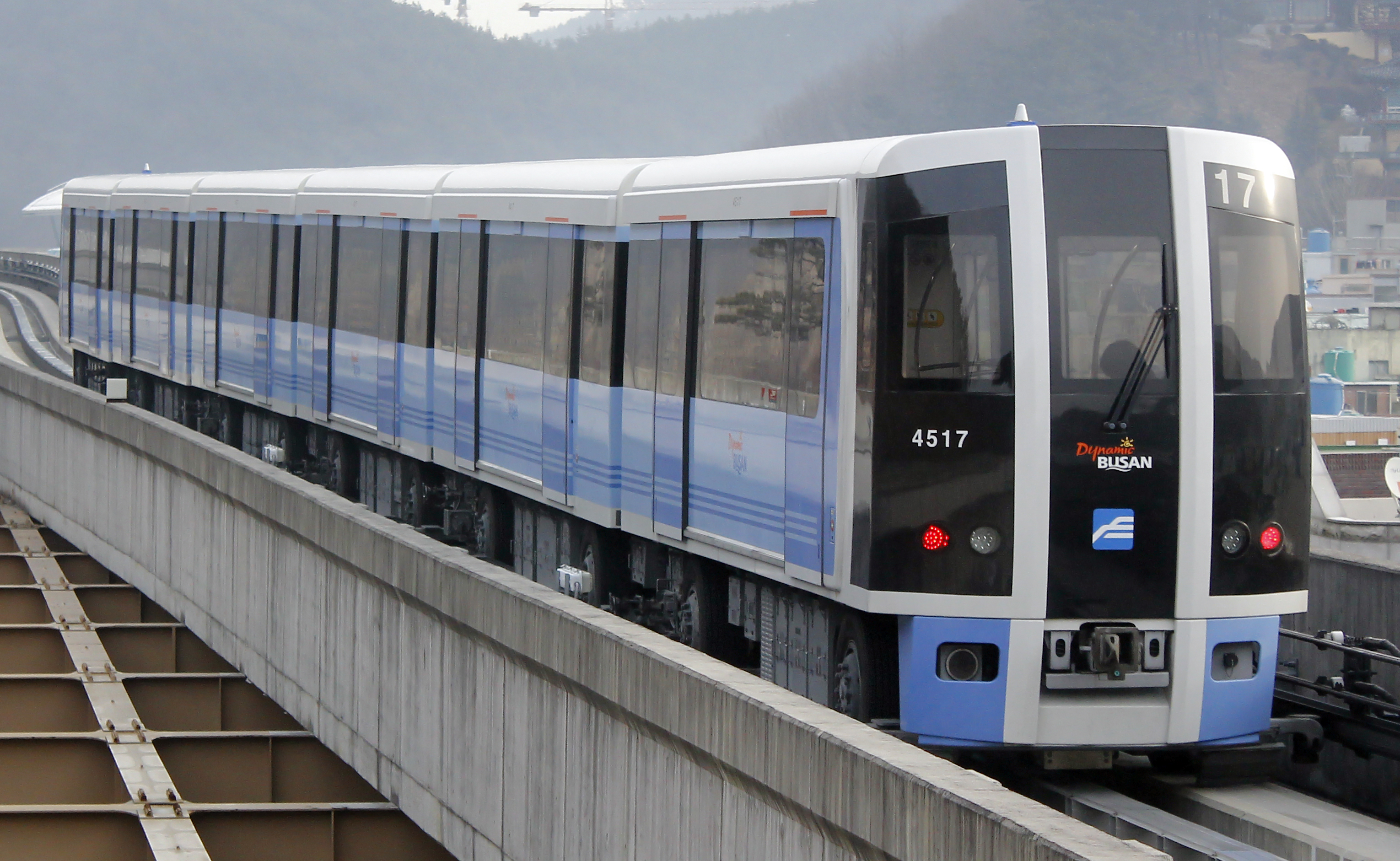
4号線4000系
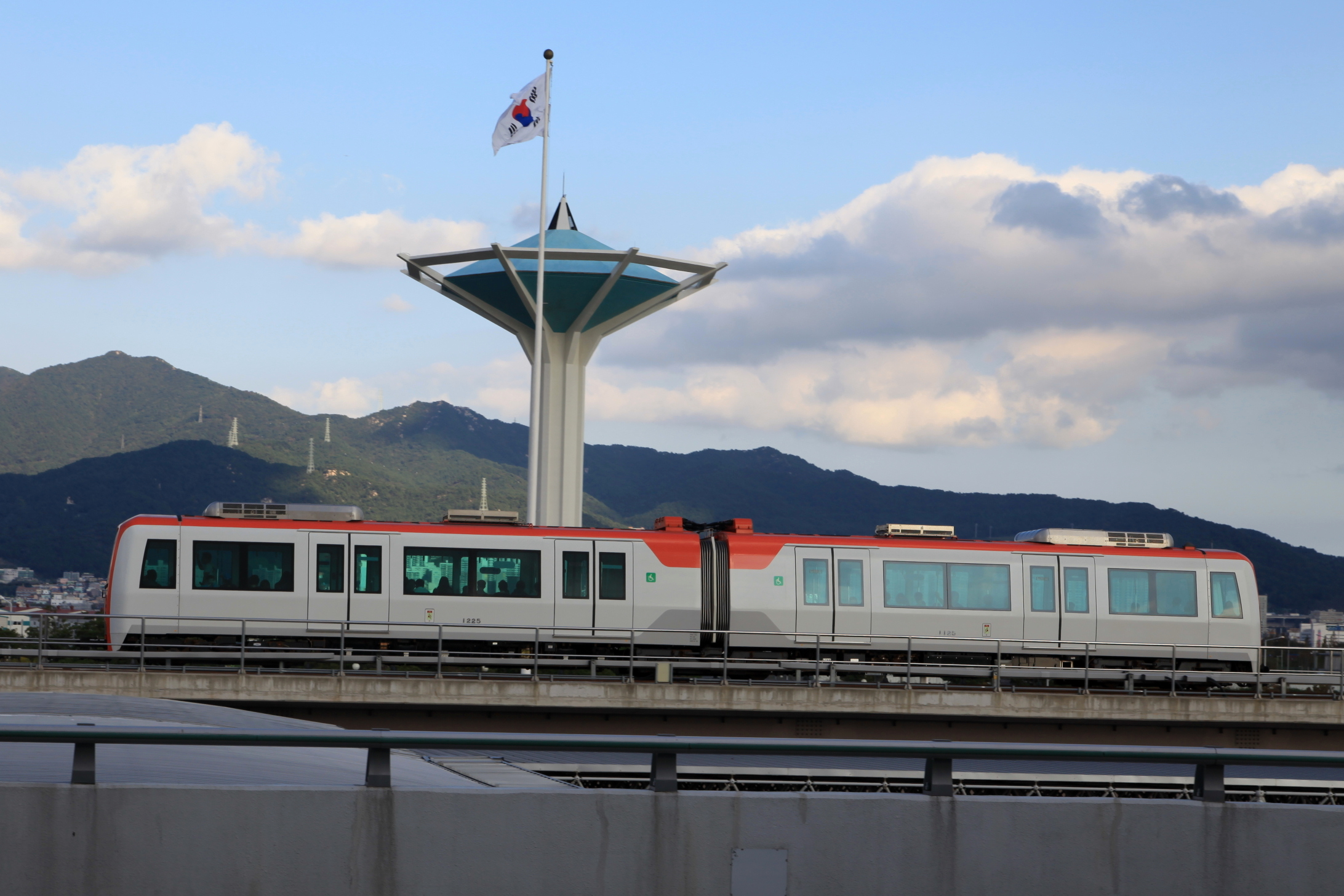
BGL1000系
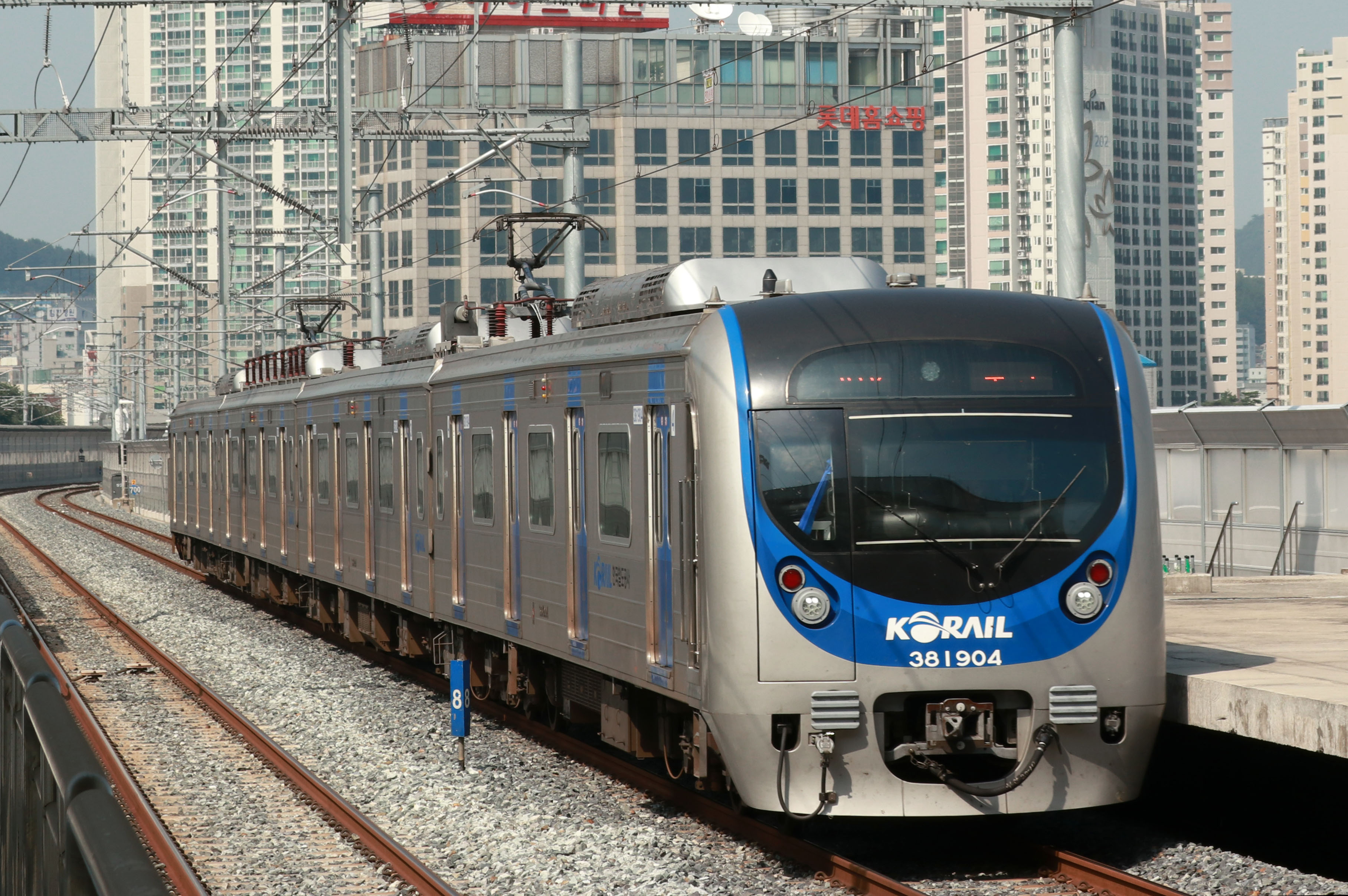
東海線381000系

## 運賃

### 運賃
ここでは鉄道路線同士のみ記載するが、交通カード使用時は釜山市内の一般バス・急行バスやKORAILを除いては金海・梁山両市のバスと最大3乗車（30分以内の乗継2回）で乗継運賃が適用される。上記の通り他社線を跨ぐ場合でも首都圏電鉄のような通算運賃ではない。交通公社とKORAILは距離による2段階運賃だが、釜山-金海軽電鉄（BGL）はキロ制ではなくゾーン制で同一または隣接相互間は1区運賃、中心区を跨いでゾーンを越えるときは2区運賃となる。
| 郊外1区         | 中心区              | 郊外2区             |
| --------------- | ------------------- | ------------------- |
| 沙上駅 - 大渚駅 | 平江駅 - 金海大学駅 | 仁済大駅 - 加耶大駅 |

| 区分 | 区分                | 大人（19歳以上） | 大人（19歳以上） | 大人（19歳以上） | 青少年（13-18歳） | 青少年（13-18歳） | 青少年（13-18歳） | 小人（6-12歳） | 小人（6-12歳） | 小人（6-12歳）    |
| 運賃 | 決済                | 現金             | 交通カード       | 交通カード       | 現金              | 交通カード        | 交通カード        | 現金           | 交通カード     | 交通カード        |
| 運賃 | 決済                | 現金             | 1社              | 2社乗継          | 現金              | 1社               | 2社乗継           | 現金           | 1社            | 2社乗継           |
| ---- | ------------------- | ---------------- | ---------------- | ---------------- | ----------------- | ----------------- | ----------------- | -------------- | -------------- | ----------------- |
| 1区  | KORAIL電鉄線(-10km) | 1,400            | 1,300            | 1区同士0         | 1,150             | 1,050             | 1区同士0          | 700            | 650            | 1区同士0          |
| 1区  | 交通公社(-10km)     | 1,550            | 1,450            | 1区同士0         | 1,150             | 1,050             | 1区同士0          | 700            | 無料           | 1区同士0          |
| 1区  | 交通公社(-10km)     | 1,550            | 1,450            | 1区同士 計1,950  | 1,150             | 1,050             | 1区同士 計1,310   | 700            | 無料           | 1区同士 計650/750 |
| 1区  | BGL                 | 1,400            | 1,300            | 1区同士 計1,950  | 1,100             | 1,000             | 1区同士 計1,310   | 750            | 650            | 1区同士 計650/750 |
| 2区  | KORAIL電鉄線        | 1,600            | 1,500            | 2区同士 +200     | 1,300             | 1,200             | 2区同士 +150      | 800            | 750            | 2区同士 +100      |
| 2区  | 交通公社            | 1,750            | 1,650            | 2区同士 +200     | 1,300             | 1,200             | 2区同士 +150      | 800            | 無料           | 2区同士 +100      |
| 2区  | 交通公社            | 1,750            | 1,650            | 2区同士 +200     | 1,300             | 1,200             | 2区同士 +150      | 800            | 無料           | 2区同士 +100      |
| 2区  | BGL                 | 1,600            | 1,500            | 2区同士 +200     | 1,250             | 1,150             | 2区同士 +150      | 850            | 750            | 2区同士 +100      |

交通カード使用で大人1人がKORAIL2区運賃区間と交通公社路線2区運賃区間で乗り継いだ場合、先に乗車した方で1,500ウォン、2社目で200ウォンの計1,700ウォンとなる。

### 交通カード

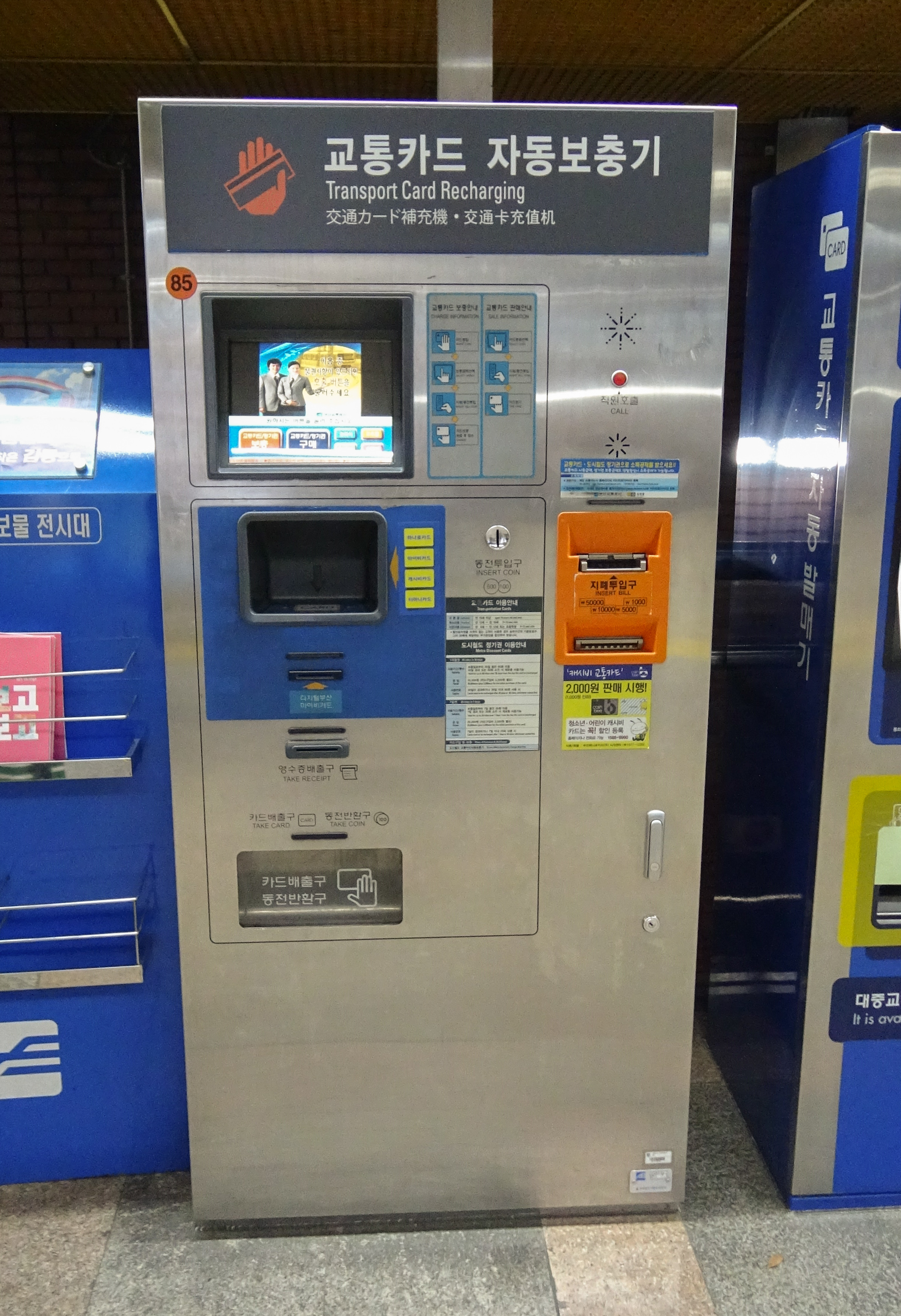
カード販売・チャージ機

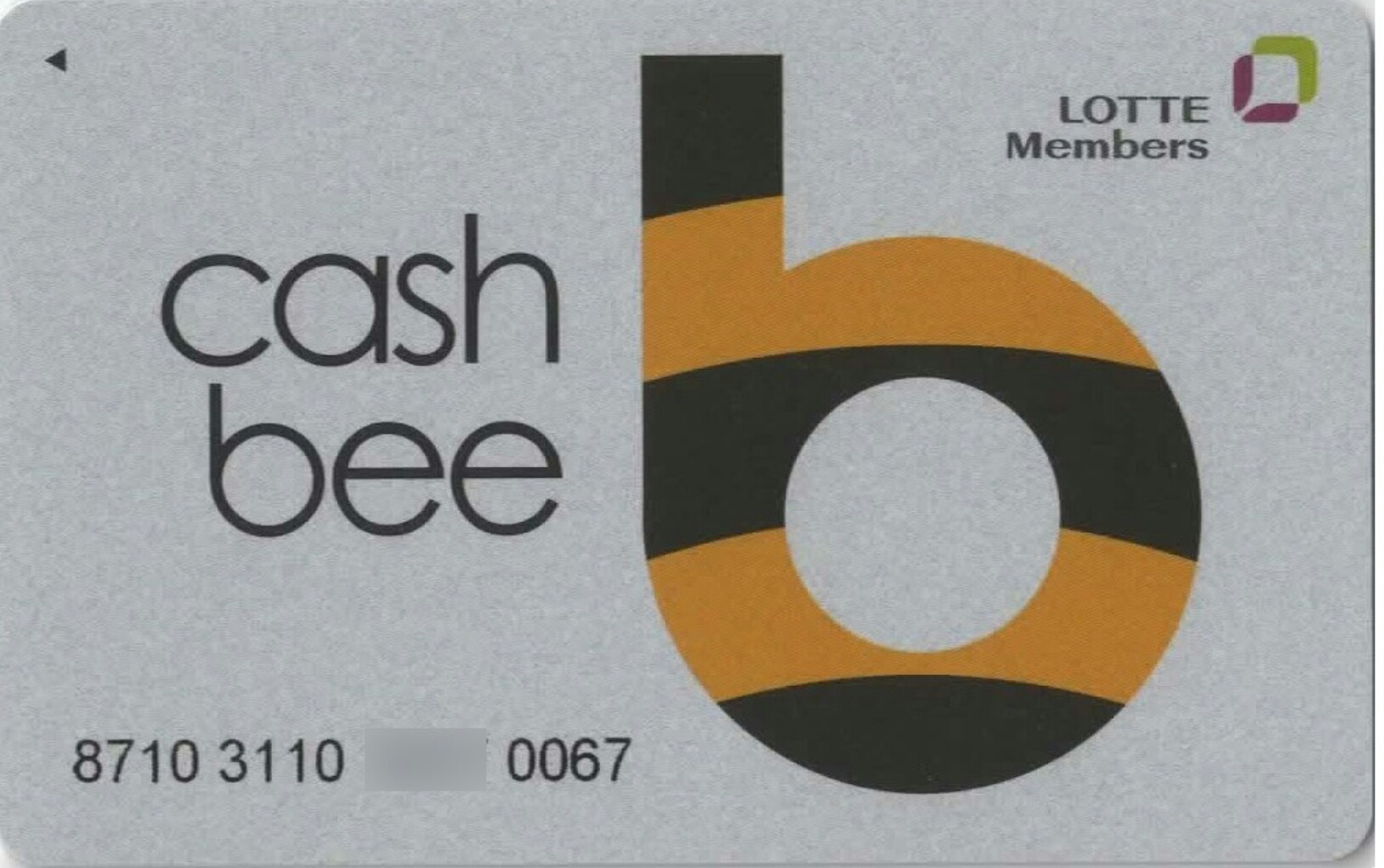
cashbee

交通カードは、ロッテグループが発行する前払い式の非接触ICカードであるEZL（イズル）がある。2023年に変更する前のcashbeeや、2012年にcashbeeに統合されたハナロカード、マイビカードも引き続き使用可能。
EZLカードの購入およびチャージ機は地下鉄各駅構内にあり、韓国語のほか、英語、中国語、日本語に対応している。ただし一般用、青少年用のみの販売で、子ども用は駅構内では販売していない。
また、首都圏電鉄を中心に広く使われているT-moneyも使用可能で、乗継割引・チャージ共に対応している。